# Mawashi geri

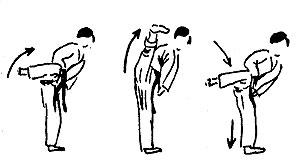

Mawashi-geri (回し蹴り?) significa "calcio circolare", alle volte ci si riferisce ad esso anche come roundhouse kick.  È un calcio utilizzato nelle arti marziali giapponesi.

## Tecnica
Il Mawashi-geri può essere eseguito da una grande varietà di posizioni ed esistono numerosi metodi per una corretta esecuzione.  Una parte della sua esecuzione, che è sempre uguale, consiste nell'eseguire il calcio dall'esterno verso l'interno. In generale è un calcio laterale che colpisce con il piede. Idealmente, il piede che appoggia a terra durante il calcio, ruota in direzione dell'avversario con un angolo tra i 90° e i 180°.